# Finalen av Engelska Ligacupen 1995/1996
Engelska ligacupfinalen 1996 spelades den 24 mars 1996 på Wembley Stadium mellan Aston Villa och Leeds United. Det var den 35:e finalen i Engelska Ligacupen i ordningen och den 29:e att spelas på Wembley. Aston Villa hade vunnit trofén två år tidigare, medan Leeds enda vinst i turneringen var från deras enda tidigare finalframträdande 28 år tidigare 1968.

## Matchsammanfattning
I första halvlek var det ett skott i mål från 25 meter av Savo Milošević som skiljde lagen åt. I andra halvlek var Aston Villa det klart bättre laget när Leeds började tröttna, Aston Villa utnyttjade det på ett utmärkt sätt och vann slutligen med 3–0 genom ytterligare mål av Ian Taylor och Dwight Yorke. Detta var början till slutet för Leeds Uniteds manager Howard Wilkinson, som hånades av klubbens supportrar för lagets insats i finalen.
Vinsten var Villas femte i turneringen genom tiderna, vilket tangerade dåtida rekord satt av Liverpool.

## Matchfakta
|           | 24 mars 1996 | Aston Villa                        | 3 – 0           | Leeds United | Wembley Stadium, London            |                                    |
| 16:00 CET | 16:00 CET    | Milošević 20′ Taylor 55′ Yorke 88′ | (1 – 0) Rapport |              | Publik: 77 065 Domare: Robbie Hart | Publik: 77 065 Domare: Robbie Hart |
| 16:00 CET | 16:00 CET    |                                    |                 |              | Publik: 77 065 Domare: Robbie Hart | Publik: 77 065 Domare: Robbie Hart |
| 16:00 CET | 16:00 CET    |                                    |                 |              | Publik: 77 065 Domare: Robbie Hart | Publik: 77 065 Domare: Robbie Hart |

| Aston Villa | Leeds United |

| ASTON VILLA: |    |                  |
|              |    |                  |
| MV           | 1  | Mark Bosnich     |
| HB           | 2  | Gary Charles     |
| VB           | 14 | Alan Wright      |
| CH           | 4  | Gareth Southgate |
| CH           | 5  | Paul McGrath     |
| CH           | 16 | Ugo Ehiogu       |
| MF           | 7  | Ian Taylor       |
| MF           | 8  | Mark Draper      |
| MF           | 11 | Andy Townsend    |
| CF           | 9  | Savo Milošević   |
| CF           | 18 | Dwight Yorke     |
| Avbytare:    |    |                  |
| MV           | 30 | Michael Oakes    |
| CH           | 3  | Steve Staunton   |
| FW           | 10 | Tommy Johnson    |
| Manager:     |    |                  |
| Brian Little |    |                  |

| LEEDS UNITED:    |    |                   |  |     |
|                  |    |                   |  |     |
| MV               | 1  | John Lukic        |  |     |
| HB               | 2  | Gary Kelly        |  |     |
| CH               | 5  | Lucas Radebe      |  | 46′ |
| CH               | 6  | David Wetherall   |  |     |
| VB               | 12 | John Pemberton    |  |     |
| MF               | 27 | Andy Gray         |  |     |
| MF               | 4  | Carlton Palmer    |  |     |
| MF               | 22 | Mark Ford         |  | 46′ |
| MF               | 10 | Gary McAllister   |  |     |
| MF               | 11 | Gary Speed        |  |     |
| CF               | 21 | Tony Yeboah       |  |     |
| Avbytare:        |    |                   |  |     |
| VB               | 15 | Nigel Worthington |  |     |
| FW               | 9  | Brian Deane       |  | 46′ |
| FW               | 18 | Tomas Brolin      |  | 46′ |
| Manager:         |    |                   |  |     |
| Howard Wilkinson |    |                   |  |     |

| MATCHREGLER - 90 minuters speltid. - 30 minuters extratid (om oavgjort vi full tid). - Omspel om det fortfarande är oavgjort efter extratiden. - Tre namngivna avbytare. - Max tre byten. |

## Vägen till Wembley

### Aston Villa
| Omgång 2 (1:a matchen)  | Aston Villa                                                | – | Peterborough United     | 6–0 |
| Omgång 2 (2:a matchen)  | Peterborough United                                        | – | Aston Villa             | 1–1 |
|                         | (Aston Villa vann med 7–1 sammanlagt)                      |   |                         |     |
| Omgång 3                | Aston Villa                                                | – | Stockport County        | 2–0 |
| Omgång 4                | Aston Villa                                                | – | Queens Park Rangers     | 1–0 |
| Kvartsfinal             | Aston Villa                                                | – | Wolverhampton Wanderers | 1–0 |
| Semifinal (1:a matchen) | Arsenal                                                    | – | Aston Villa             | 2–2 |
| Semifinal (2:a matchen) | Aston Villa                                                | – | Arsenal                 | 0–0 |
|                         | (2–2 sammanlagt, Aston Villa vann på fler gjorda bortamål) |   |                         |     |

### Leeds United
| Omgång 2 (1:a matchen)  | Leeds United                           | – | Notts County     | 0–0 |
| Omgång 2 (2:a matchen)  | Notts County                           | – | Leeds United     | 2–3 |
|                         | (Leeds vann med 3–2 sammanlagt)        |   |                  |     |
| Omgång 3                | Derby County                           | – | Leeds United     | 0–1 |
| Omgång 4                | Leeds United                           | – | Blackburn Rovers | 2–1 |
| Kvartsfinal             | Leeds United                           | – | Reading          | 2–1 |
| Semifinal (1:a matchen) | Birmingham City                        | – | Leeds United     | 1–2 |
| Semifinal (2:a matchen) | Leeds United                           | – | Birmingham City  | 3–0 |
|                         | (Leeds United vann med 5–1 sammanlagt) |   |                  |     |